# Muntanya de Meians
La Muntanya de Meians és una serra situada al municipi de Toses a la comarca del Ripollès, amb una elevació màxima de 2.017 metres.